# Scoresby Bay
Scoresby Bay är en vik i Kanada.   Den ligger i territoriet Nunavut, i den nordöstra delen av landet, 3 800 km norr om huvudstaden Ottawa.
Trakten runt Scoresby Bay är permanent täckt av is och snö. Trakten runt Scoresby Bay är nära nog obefolkad, med mindre än två invånare per kvadratkilometer.